# 하버 프리웨이역
하버 프리웨이((영어: Harbor Freeway), 구 역명 하버 프리웨이/I-105)는 사우스로스앤젤레스 근교의 피거로아 거리(Figueroa Street) 근처의 I-105 및 I-110 고속도로의 저지 헤리 퍼거슨(Harry Pregerson) 나들목 내에서 하버 트랜짓웨이(Harbor Transitway)에 위치한 주요 환승센터이다. 이 역은 메트로 C선(경전철)과 메트로 J선(간선급행버스체계) 및 기타 버스 서비스를 제공한다. 이 역은 로스앤젤레스 군 교통국(LACMTA)의 소유이다.

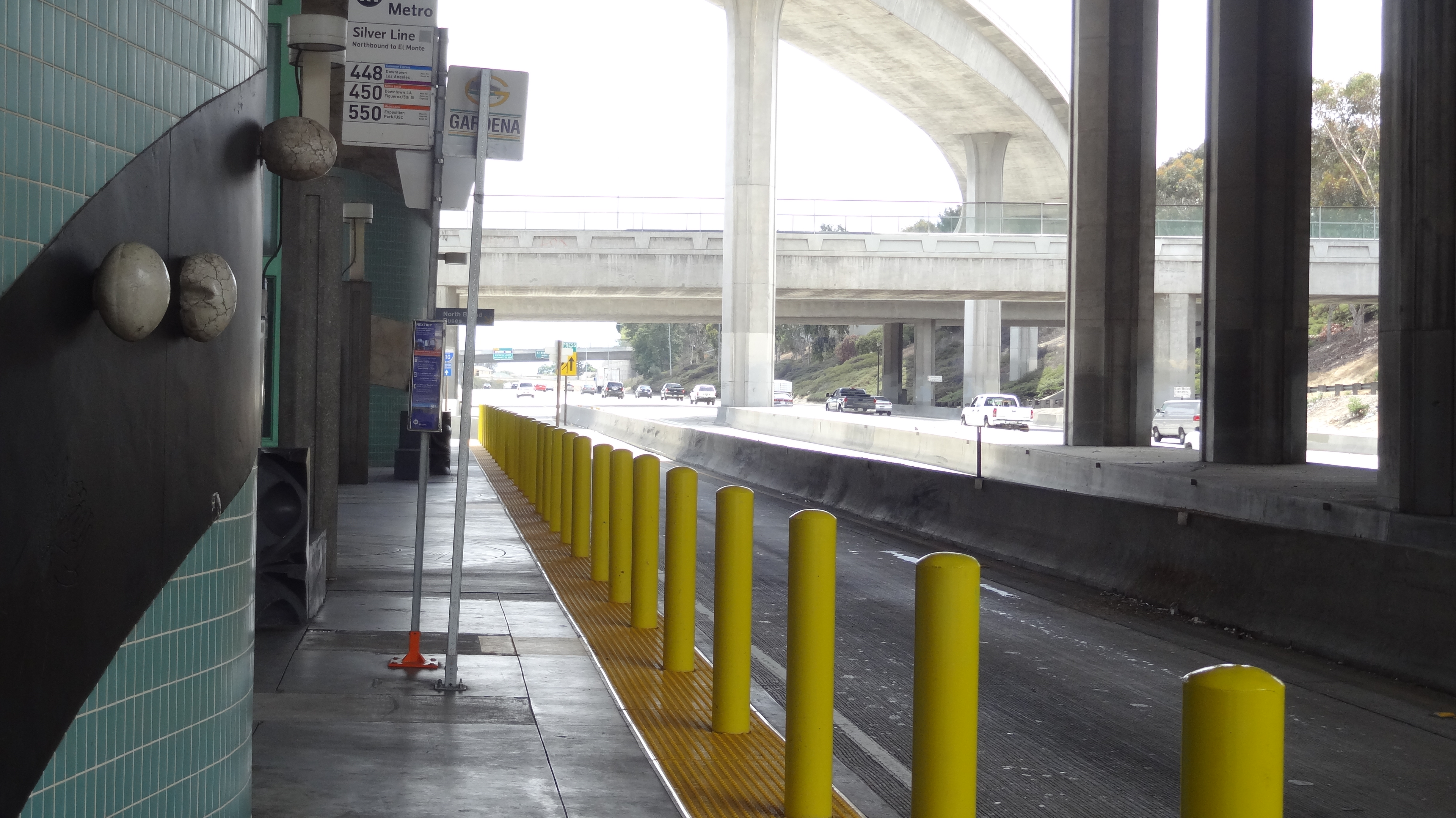
하버 프리웨이역, 메트로 실버 라인 북행 승강장. Metro는 2013년 6월에 Metro Express Lanes 프로젝트의 일부로 승강장 타일을 추가했다.

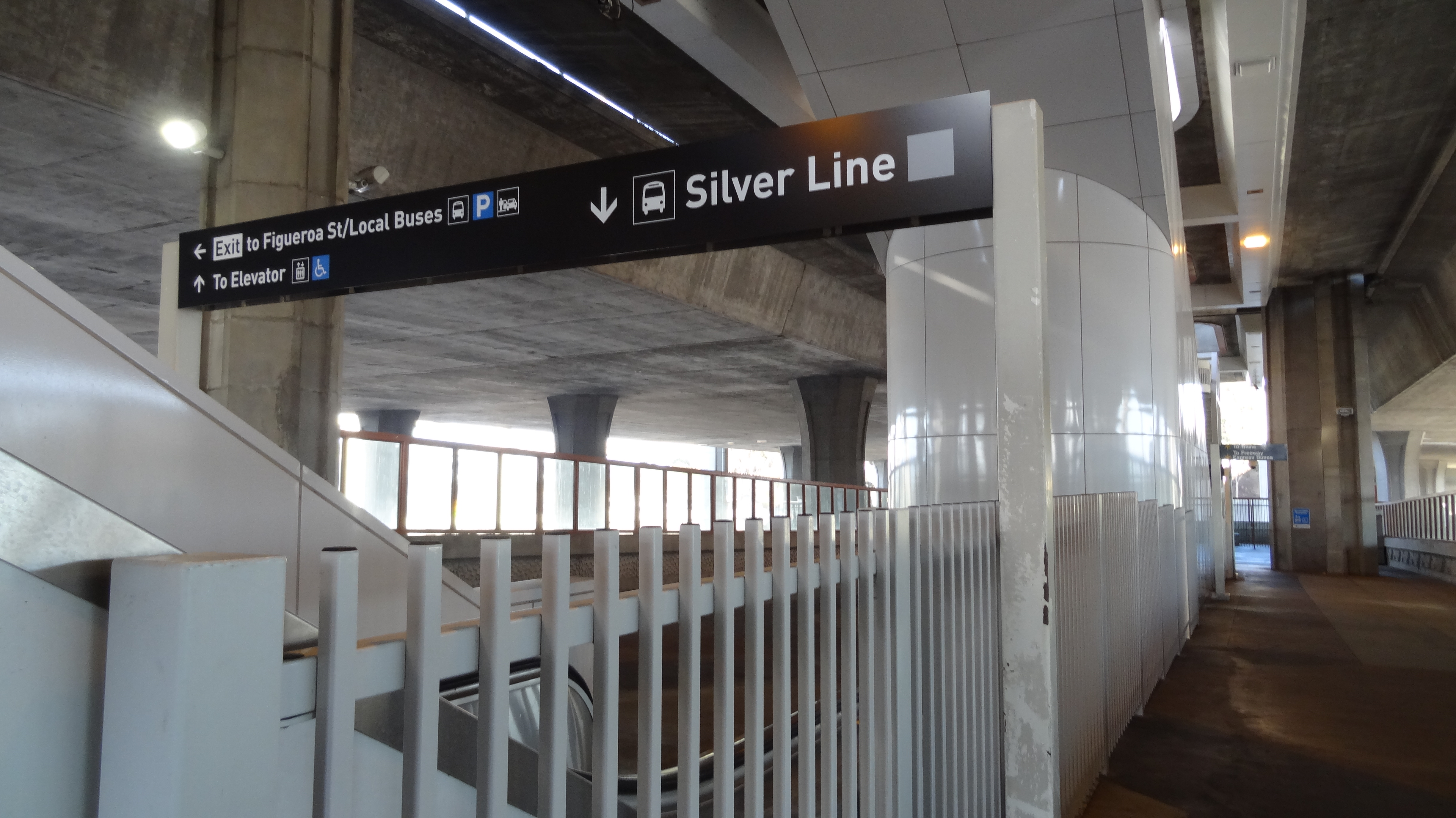
실버 라인 방향 계단

## 역 구조
| 고상층 | 서행                              | ← C선 리돈도비치 방면 (버몬트/애선스) ← C선(공사중) 애비에이션/96번가 방면 (버몬트/애선스) |
| 고상층 | 섬식 승강장, 왼쪽 출입문이 열림   |                                                                                            |
| 고상층 | 동행                              | → C선 노워크 방면 (아발론) →                                                               |
| 지면층 | 대합실                            | 피규어 가 출구 개찰구, 매표소 로컬 버스                                                    |
| 저상층 | 남행                              | → J선 하버 게이트웨이 교통센터/퍼시픽/21번가 방면 (로즈크렌스) →                           |
| 저상층 | 섬식 승강장, 오른쪽 출입문이 열림 |                                                                                            |
| 저상층 | 북행                              | ← J선 엘몬테 방면(맨체스터)                                                                |

역에는 3층으로 구성된다. 상부층은 C선 경전철 탑승을 제공한다. 중간층은 로컬 버스 서비스 및 253개 공간의 주차장과 연결된다. 하부층은 J선(간선급행버스체계) 및 하버 트랜짓웨이(Harbor Transitway)에서 운행하는 기타 간선 버스 탑승을 제공한다. 로스앤젤레스의 아테네 지구 근처에 위치하고 있다.

### 역 개선
하버 트랜짓웨이 파크 & 라이드 및 대중교통역 개선과 함께, 2011년 6월 주차장 간판, 조명 및 보안 강화가 완료되었다. 2012년 6월까지 하버 트랜짓웨이 역에 CCTV가 설치되었다.

## 열차 운행 정보
로스앤젤레스 메트로 C선 5시부터, 오전 12시 45분까지 운행한다.
J선 운행 시간은 월~금 약 오전 4시 15분부터, 오전 1시 45분까지, 토·일·공휴일에는 오전 5시부터, 오전 1시 45분까지 운행한다.
프리웨이 버스 노선
- 해당 버스는 메트로 J선의 탑승 승강장에서 정차한다.
- 메트로 익스프레스: 550 (주중 출퇴근 시간 전용)
- 다저 스타디움 익스프레스(Dodger Stadium Express) (야구 시즌 홈경기에만 운행)
- LADOT 커뮤터 익스프레스(LADOT Commuter Express): 448 (주중 출퇴근 시간 전용)
- Orange County Transportation Authority: 721 (주중 출퇴근 시간 전용)
- 가데나 트랜싯(Gardena Transit): 1X

기타 버스 노선
비(非) 하버 트랜싯웨이 버스는 Figueroa Street의 서쪽에 정차한다.
- 메트로 로컬: 45, 81, 120
- 메트로 래피드: 745
- 가데나 트랜싯: 1X (비혼잡 시간대의 주중 및 주말 전용)
- 토런스 트랜싯(Torrance Transit): 1, 2

## 역내 사고
2012년 2월 22일 오후 북행 메트로 실버 라인 승강장에서 차량이 실버 라인 북행 승강장에 충돌한 사고가 일어났다. 이 때 다운타운 LA 행 실버 라인 버스에 탑승한 승객이 7명 있었으며, 7명의 승객은 중경상을 입었다. 상황을 정리하는데 약 2시간이 소요되었다. 사고가 수습되는 동안, 메트로 실버 라인, 메트로 익스프레스 라인: 450X 및 550 노선이 Figueroa Street/Harbor FWY 역 입구에서 정차하도록 우회되었다. 1998년 6월 처음 개장한 이래로 그동안 하버 트랜짓웨이(Harbour Transitway)의 사고는 한번도 발생하지 않았다. 사고의 결과로, 메트로의 CEO 인 Art Leahy는 메트로의 안전위원회에 하버 트랜짓웨이 부분에 있는 실버 라인 역의 구조물과 신호 체계를 검토하도록 요청했다. 사고 발생 후 60일 이내에 보고가 예정되었다. 보고는 2012년 4월에 완료되었다.  2012년 8월초에 역에서 볼라드(차량 진입 방지용 기둥)가 추가되었다. 볼라드는 또한 37번가/USC 역에도 설치되었다.

## 사진첩

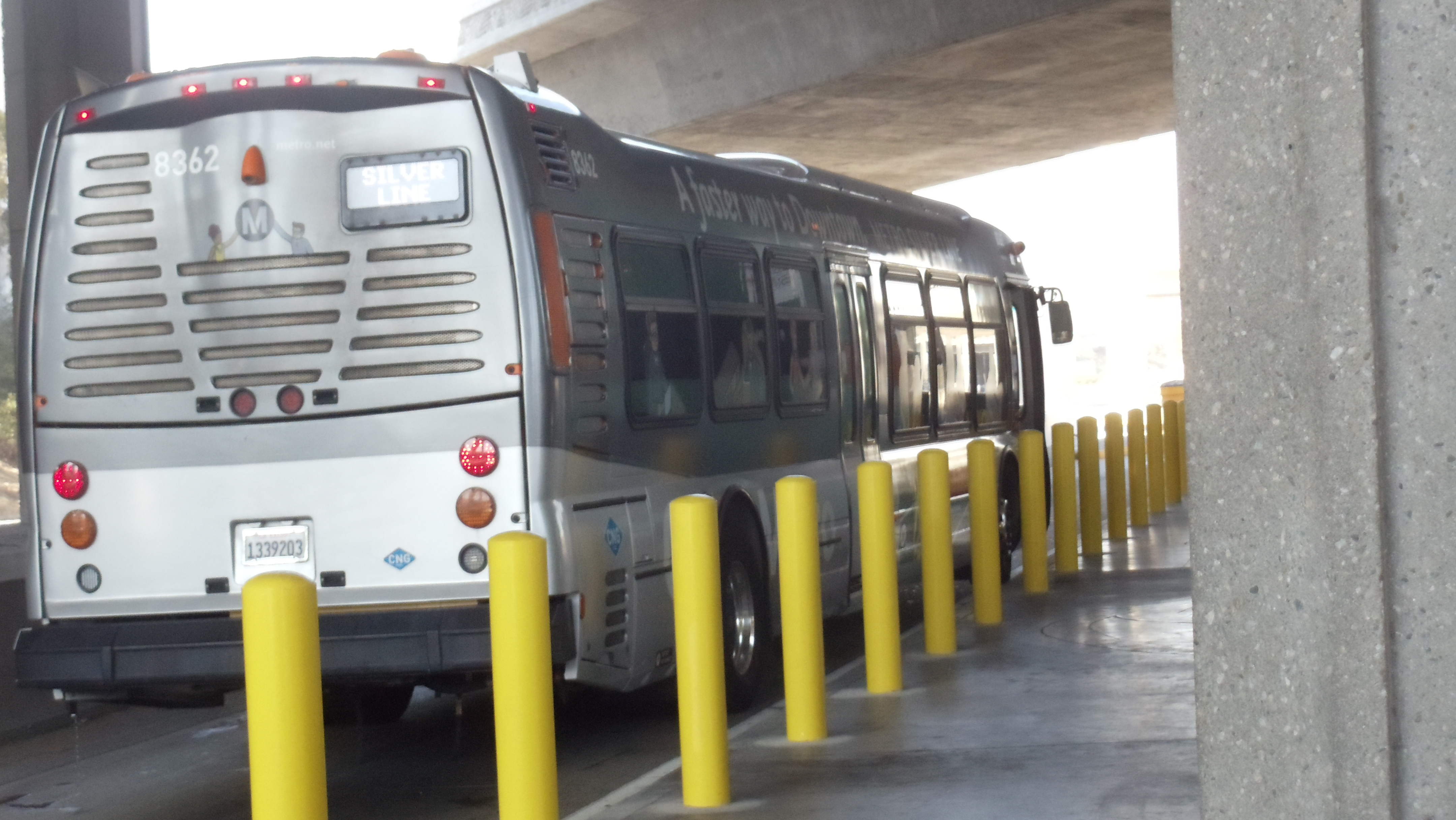
다운타운 로스앤젤레스로 출불하는 메트로 실버 라인 버스. 노란색 볼라드가 설치되어 있다.
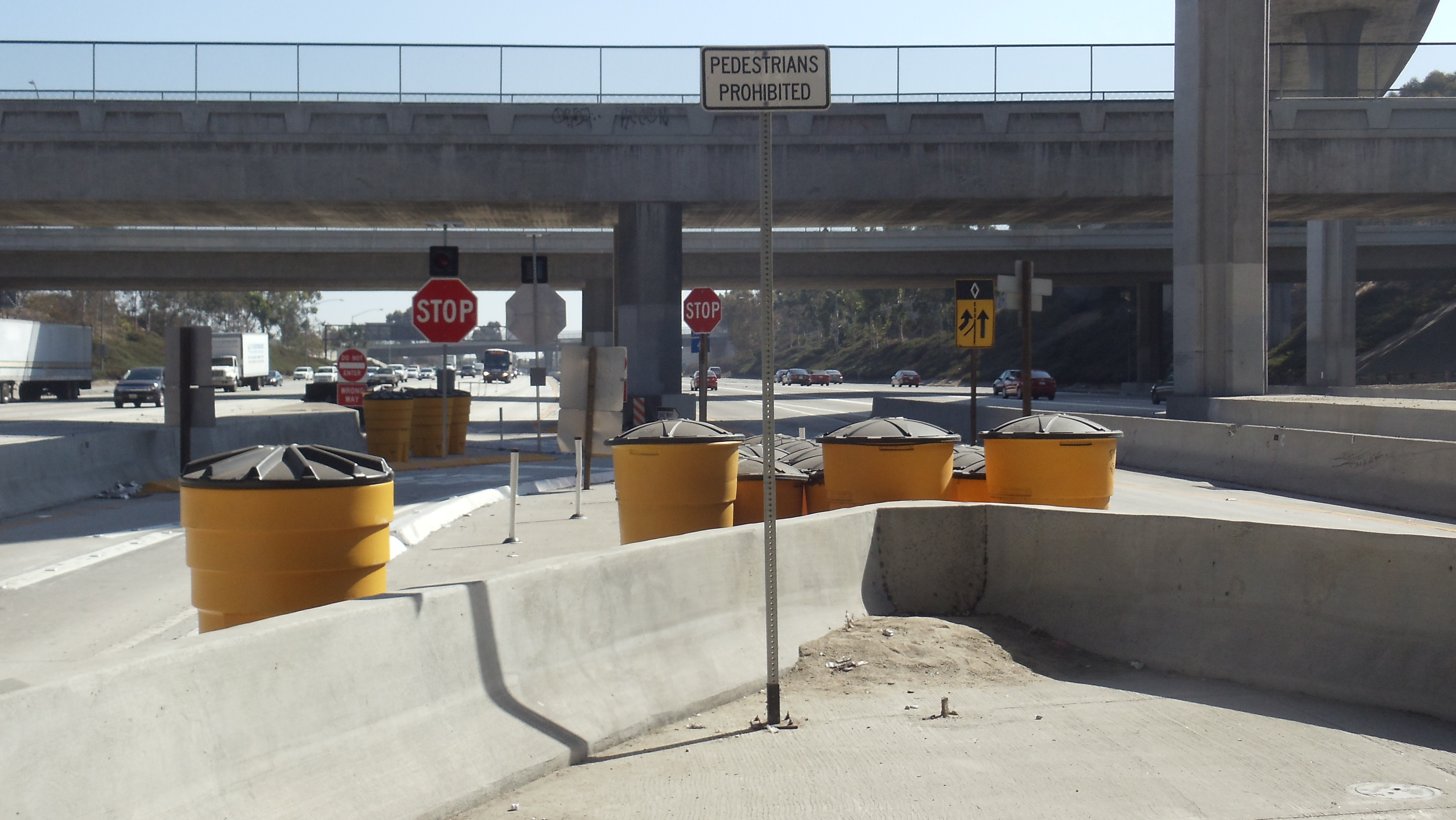
북행 승강장에서 2012년 2월 22일 실버 라인 사고 이후 안전 개선을 위한 정지 신호가 추가되었다.
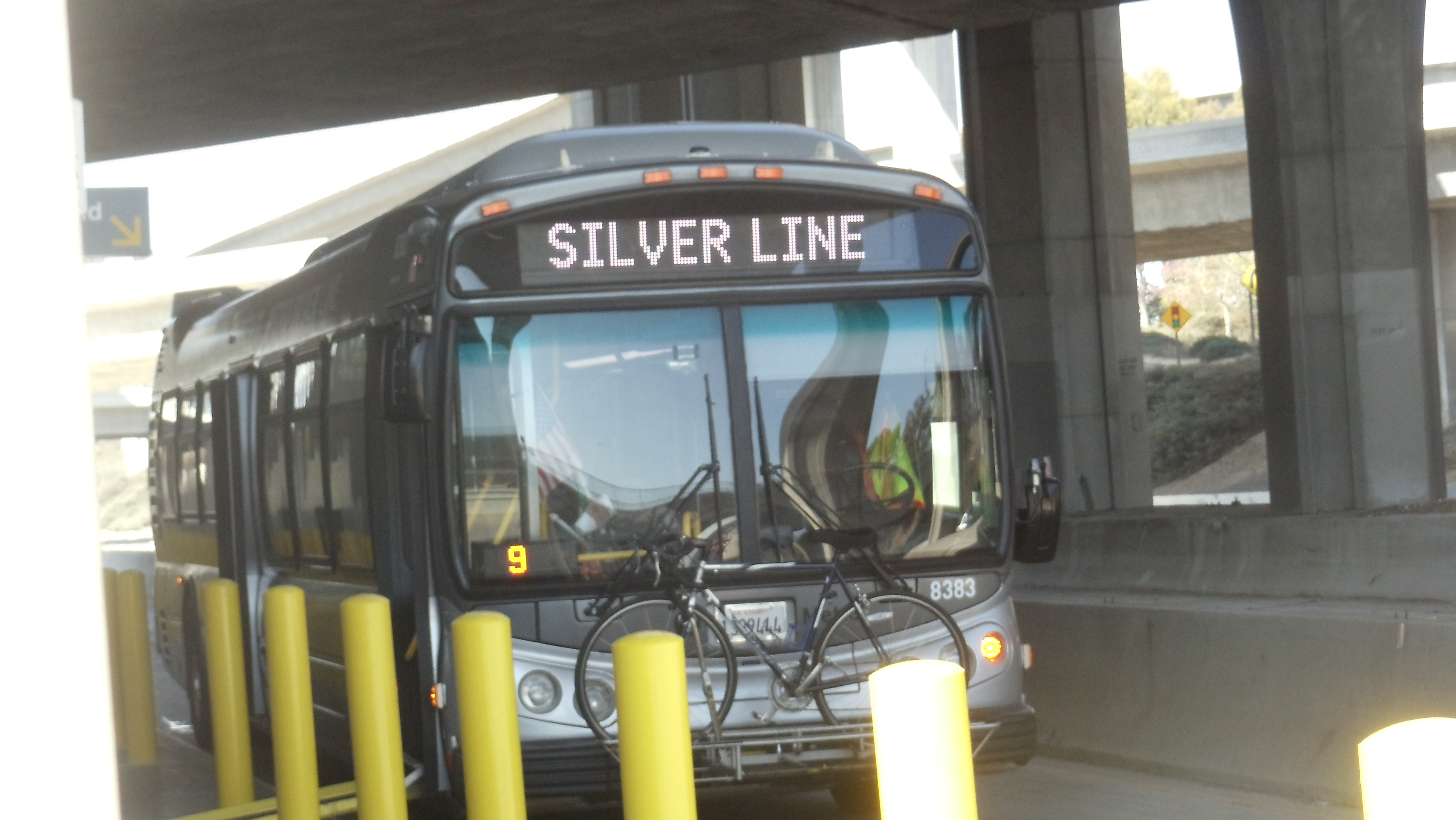
메트로 실버 라인은 NABI 45 Metro Compobuses를 사용하며, 메트로 실버 라인 도색이 되어있다.